# Darrel Williams
Darrel Williams (Marrero, 15 aprile 1995) è un giocatore di football americano statunitense che milita nel ruolo di running back per gli Arizona Cardinals della National Football League (NFL).

## Carriera

### Kansas City Chiefs
Dopo non essere stato scelto nel Draft NFL 2018, Williams firmò con i Kansas City Chiefs il 5 maggio 2018. Nella sua stagione da rookie disputò 6 partite correndo 44 yard e segnando un touchdown su ricezione.
Nella settimana 4 della stagione 2019 contro i Detroit Lions, Williams segnò due touchdown su corsa nella vittoria per 34-30. Fu inserito in lista infortunati il 5 dicembre 2019 per un problema al tendine del ginocchio. La sua annata si chiuse con 141 yard corse, 3 touchdown su corsa e uno su ricezione in 12 partite. Durante la sua assenza, i Chiefs andarono a vincere il Super Bowl LIV, conquistando il titolo dopo cinquant'anni dal primo SuperBowl vinto.
Nella finale AFC dei playoff 2020-2021 Williams guidò la squadra con 52 yard corse e un touchdown nella vittoria sui Buffalo Bills che qualificò i Chiefs al secondo Super Bowl consecutivo.

### Arizona Cardinals
Il 31 marzo 2022 Williams firmò un contratto di un anno con gli Arizona Cardinals.

## Palmarès
- Super Bowl : 1

Kansas City Chiefs: LIV
- American Football Conference Championship: 2

Kansas City Chiefs: 2019, 2020